# Hippotion socotrensis
Hippotion socotrensis är en fjärilsart som beskrevs av Hans Rebel 1899. Hippotion socotrensis ingår i släktet Hippotion och familjen svärmare. Inga underarter finns listade i Catalogue of Life.